# 岩手刈屋站
岩手刈屋站（日语：／ Iwate-Kariya eki */?）是位於岩手縣宮古市刈屋，東日本旅客鐵道的岩泉線車站（廢站）。隨著岩泉線全線廢除，車站在2014年（平成26年）4月1日廢除。

## 歷史
- 1942年（昭和17年）6月25日 - 車站啟用[1]。
- 1962年（昭和37年）1月31日 - 結束處理貨物。
- 1972年（昭和47年）2月6日 - 成為無人車站。
- 1987年（昭和62年）4月1日 - 伴隨國鐵分割民營化，車站由東日本旅客鐵道（JR東日本）營運[1]。
- 2010年（平成22年）
  - 7月31日 - 由於發生天災，使岩泉線不能通行。
  - 8月2日 - 開設代行巴士服務。
- 2014年（平成26年）4月1日 - 岩泉線正式廢除，車站也被廢除[2][3]。

## 車站構造
截至車站廢除前，此站是地面車站，設有1面1線的單式月台。此站是由茂市站管理的無人車站。
曾經此站是有人車站，設有車站大樓。曾經有一段時期會把木材運送至此站。在無人化後，1990年代初期前為簡易委託車站。車站大樓內可購買近距離乘車券。

## 車站周邊
車站附近較多製材所。
- 國道340號（日语：国道340号）
- 宮古市立刈屋小學（現時：宮古市立新里小學）
- 宮古市立新里中學
- 刈屋郵局
- 刈屋川
- 東日本交通（日语：東日本交通 (岩手県)）「刈屋」巴士站（岩泉線廢除替代巴士）
- 新里地域巴士（日语：新里地域バス）「舊刈屋站前」巴士站

## 相鄰車站
東日本旅客鐵道（JR東日本）
■岩泉線
茂市－岩手刈屋－中里

## 注腳
1. 1 2 3  曾根悟（監修）. 朝日新聞出版分冊百科編集部（編集） , 编. . 週刊朝日百科. 21号 釜石線・山田線・岩泉線・北上線・八戸線. 朝日新聞出版. 2009-12-06: 21 （日语）.
2. ↑  岩泉線の廃止についてPDF（日語） - 東日本旅客鐵道，2013年11月8日
3. ↑  岩泉線きょう廃止届 押角トンネルなど無償譲渡（日語） - 讀賣新聞，2013年11月8日《2014年1月18日參閲，現時只保留存檔》